# Saison 13 de Dancing with the Stars
Vous pouvez aider à l'améliorer ou bien discuter des problèmes sur sa page de discussion.
- Il n'est pas vérifiable et peut contenir des informations totalement erronées. Il est fortement conseillé aux contributeurs d'étayer son contenu par des sources fiables. Sans cela, sa suppression pourrait être envisagée. (si vous venez d'apposer le bandeau, veuillez cliquer sur ce lien pour créer la discussion et en afficher les indications). (Marqué depuis février 2025)
- Il peut contenir un travail inédit ou des déclarations non vérifiées. Vous pouvez l’améliorer en ajoutant des références. (Marqué depuis juin 2024)

- Archive Wikiwix
- Bing
- Cairn
- DuckDuckGo
- E. Universalis
- Gallica
- Google
- G. Books
- G. News
- G. Scholar
- Persée
- Qwant
- (zh) Baidu
- (ru) Yandex
- (wd) trouver des œuvres sur Wikidata

Vous pouvez aider à l'améliorer ou bien discuter des problèmes sur sa page de discussion.
- Son admissibilité est à vérifier. Motif : manque de sources et de contenu notable, qui peut être éventuellement transféré dans l'article principal. Vous êtes invité à le compléter pour expliciter son admissibilité, en y apportant des sources secondaires de qualité. (Marqué depuis février 2025)
- Il ne cite pas suffisamment ses sources. Vous pouvez indiquer les passages à sourcer avec {{référence nécessaire}} ou {{Référence souhaitée}}, et inclure les références utiles en les liant aux notes de bas de page. (Marqué depuis août 2016)
- Certaines de ses couleurs nuisent à son accessibilité et ne respectent pas la charte graphique. Les couleurs ne sont pas interdites, mais il est conseillé d'en faire un usage modéré qui respecte les normes d'accessibilité. (Marqué depuis février 2025)
- Son texte doit être wikifié : il ne correspond pas à la mise en forme Wikipédia (style, typographie, liens internes, liens entre les wikis, etc.). (Marqué depuis février 2025)

- Archive Wikiwix
- Bing
- Cairn
- DuckDuckGo
- E. Universalis
- Gallica
- Google
- G. Books
- G. News
- G. Scholar
- Persée
- Qwant
- (zh) Baidu
- (ru) Yandex
- (wd) trouver des œuvres sur Wikidata

Dancing with the Stars revient pour sa treizième saison le 19 septembre 2011 et se termine le 22 novembre 2011. Carrie Ann Inaba, Len Goodman et Bruno Tonioli sont encore les juges cette saison. Tom Bergeron et Brooke Burke Charvet reviennent en tant qu'animateurs. Cette saison comporte 12 couples.
L'acteur J.R Martinez a gagné la compétition tandis que Rob Kardashian arrive second et l'actrice Ricki Lake est troisième.

## Caractéristiques
Cette saison comporte dix anciens danseurs professionnels : Derek Hough, Maksim Chmerkovskiy, Fabian Sanchez, Cheryl Burke, Tony Dovolani, Mark Ballas, Lacey Schwimmer, Karina Smirnoff, Anna Trebunskaya, et Kym Johnson. Trois nouveaux danseurs, Valentin Chmerkovskiy, et Peta Murgatroyd et Tristan MacManus qui faisaient partie de la troupe effectuent leur première saison. La troupe revient également avec trois anciens membres, Teddy Volynets, Kiki Nyemchek, et Oksana Dmytrenko, et trois nouveaux danseurs, Sasha Farber, Sharna Burgess, et Dasha Chesnokova.
Rob Kardashian est le petit frère de Kim Kardashian, qui a été candidate avec Mark Ballas lors de la saison 7 en 2008.
Cheryl Burke établit un nouveau record en arrivant pour la cinquième fois en finale, ce qu'aucun autre danseur professionnel n'a encore réalisé.
Le casting a été révélé lors d'un épisode du Bachelor Pad le 28 août 2011.
C'est également la première fois que deux danseurs professionnels se retrouvent en finale pour la seconde fois. Il s'agit de Cheryl Burke et Karina Smirnoff qui avaient fait la finale de la saison 3 toutes les deux ; Cheyl Burke l'avait alors emporté avec son partenaire Emmitt Smith.

## Couples

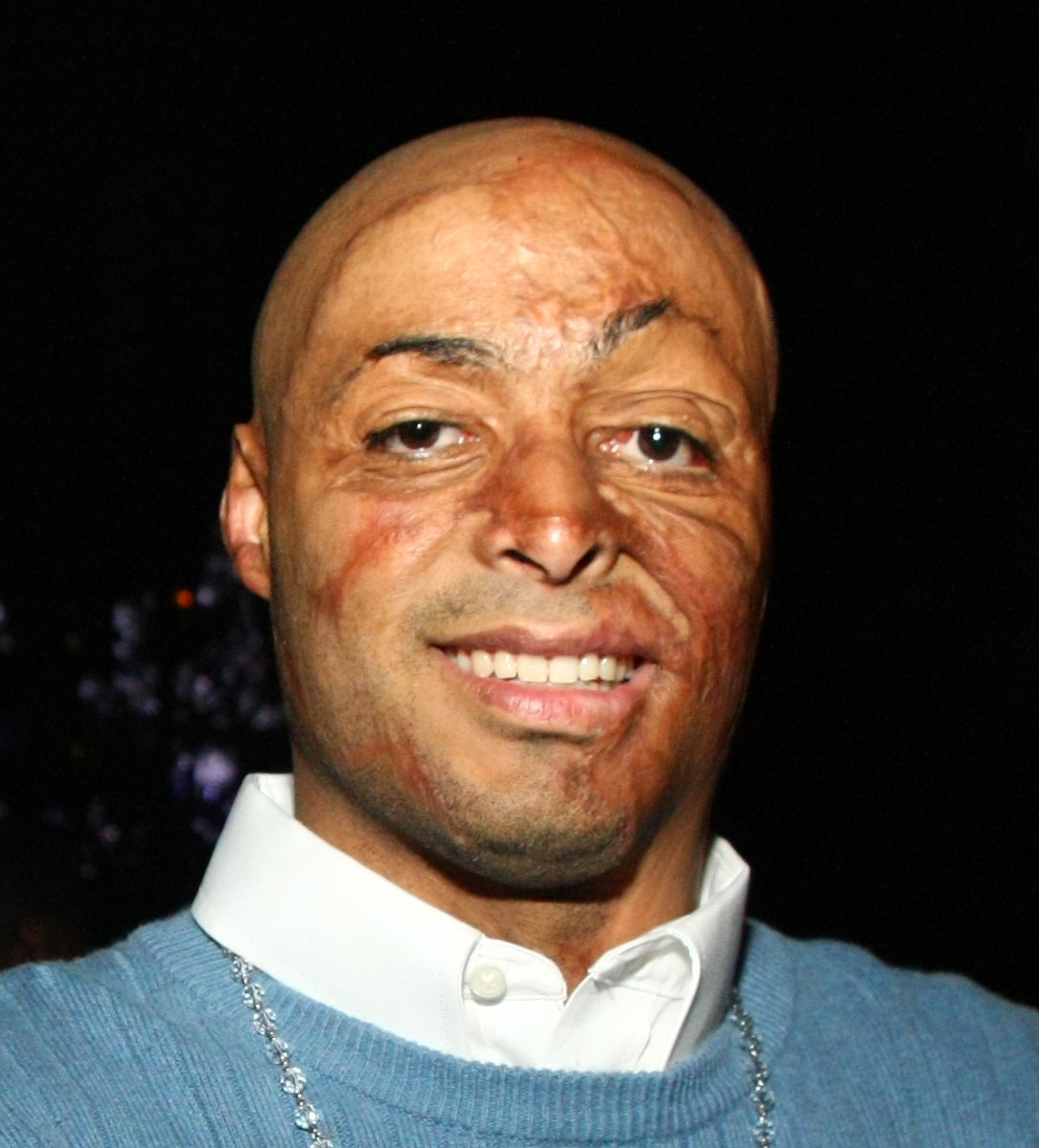
J. R. Martinez
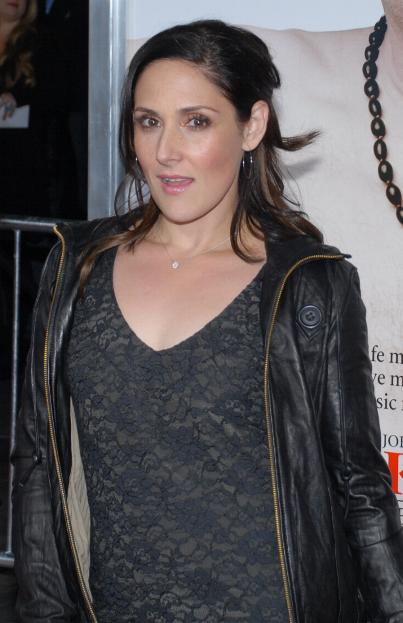
Ricki Lake
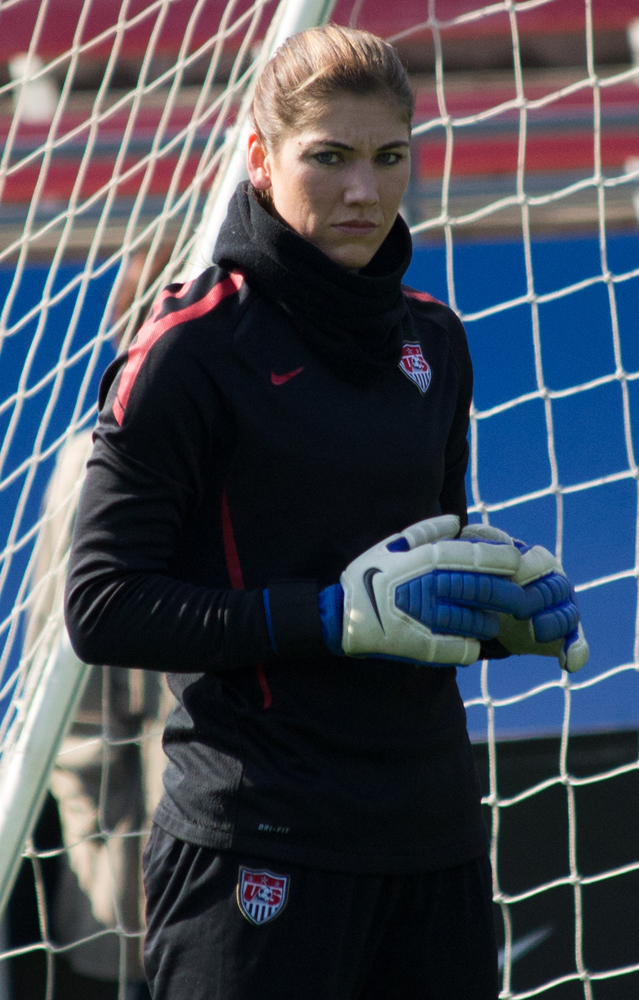
Hope Solo
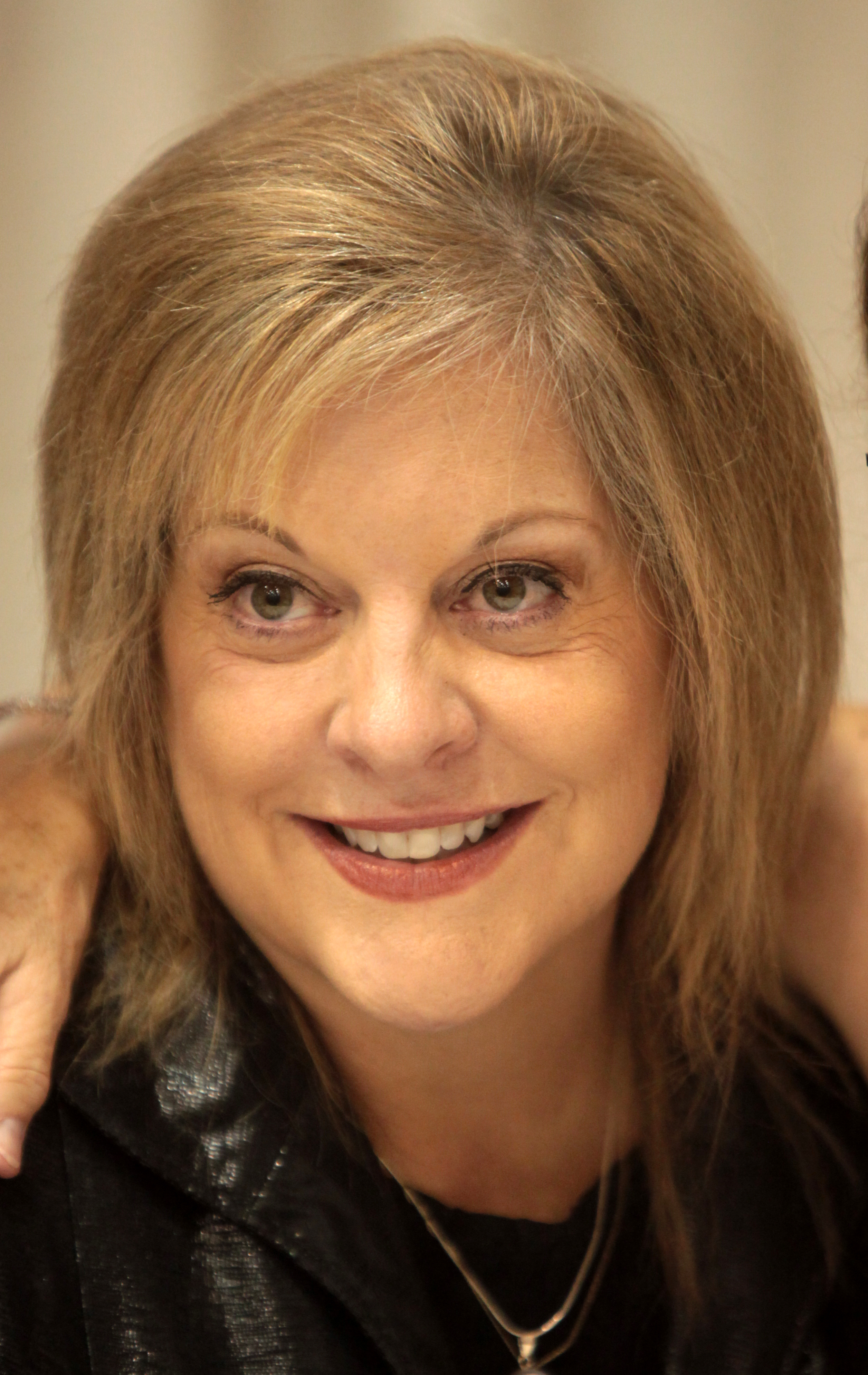
Nancy Grace
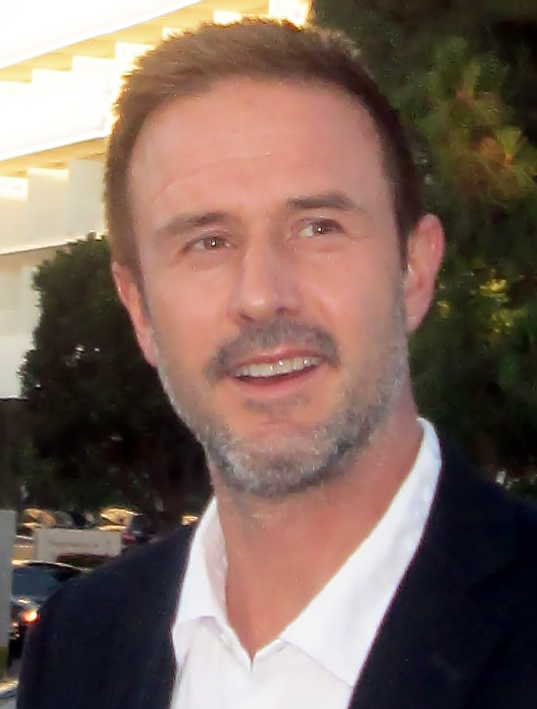
David Arquette

| Star               | Occupation                                                      | Danseur               | Result                              |
| ------------------ | --------------------------------------------------------------- | --------------------- | ----------------------------------- |
| J. R. Martinez     | Vétéran et acteur La Force du destin                            | Karina Smirnoff       | Vainqueur le 22 novembre 2011       |
| Rob Kardashian     | Membre de L'Incroyable Famille Kardashian                       | Cheryl Burke          | Seconde place le 22 novembre 2011   |
| Ricki Lake         | Actrice (dont Cry-Baby et Hairspray) et animatrice              | Derek Hough           | Troisieme place le 15 novembre 2011 |
| Hope Solo          | Footballeuse                                                    | Maksim Chmerkovskiy   | Éliminée 9e le 15 novembre 2011     |
| Nancy Grace        | Animatrice de télévision                                        | Tristan MacManus      | Éliminée 8e le 8 novembre 2011      |
| David Arquette     | Acteur (notamment dans la série de films Scream) et réalisateur | Kym Johnson           | Éliminé 7e le 1er novembre 2011     |
| Chaz Bono          | Fils de Sonny Bono et Cher                                      | Lacey Schwimmer       | Éliminé 6e le 25 octobre 2011       |
| Carson Kressley    | Styliste et animateur                                           | Anna Trebunskaya      | Éliminé 5e le 18 octobre 2011       |
| Chynna Phillips    | Chanteuse et ancienne membre des Wilson Phillips                | Tony Dovolani         | Éliminée 4e le 11 octobre 2011      |
| Kristin Cavallari  | Star de télé réalité Laguna Beach: The Hills                    | Mark Ballas           | Éliminée 3e le 4 octobre 2011       |
| Elisabetta Canalis | Mannequin                                                       | Valentin Chmerkovskiy | Éliminée 2e le 27 septembre 2011    |
| Metta World Peace  | Joueur de basketball américain                                  | Peta Murgatroyd       | Éliminé 1er le 20 septembre 2011    |

- J. R. Martinez
- Ricki Lake
- Hope Solo
- Nancy Grace
- David Arquette

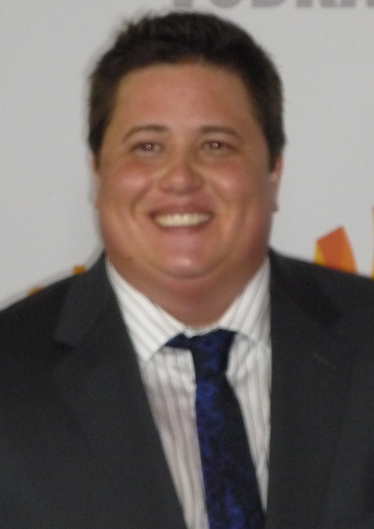
Chaz Bono
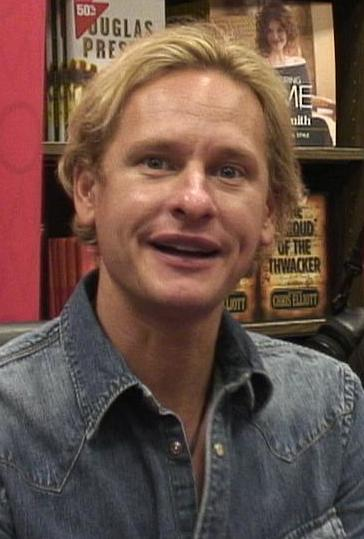
Carson Kressley
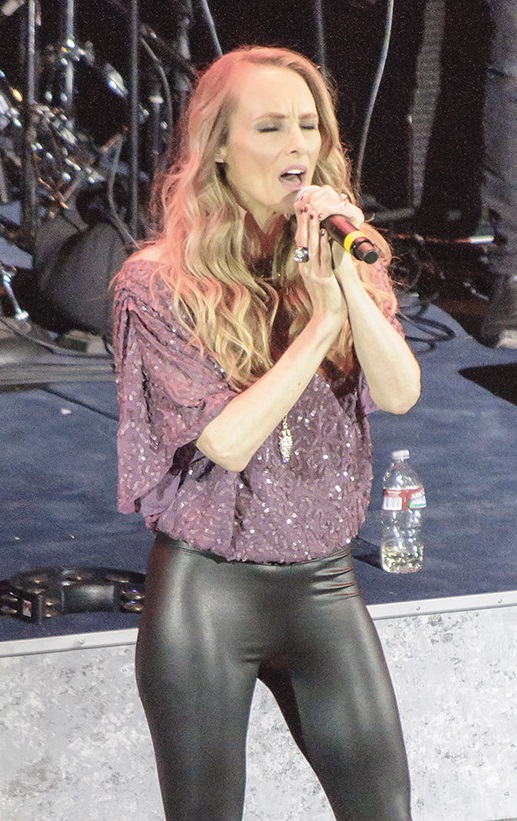
Chynna Phillips
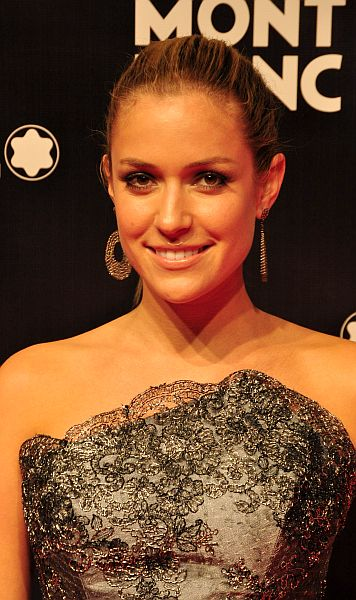
Kristin Cavallari
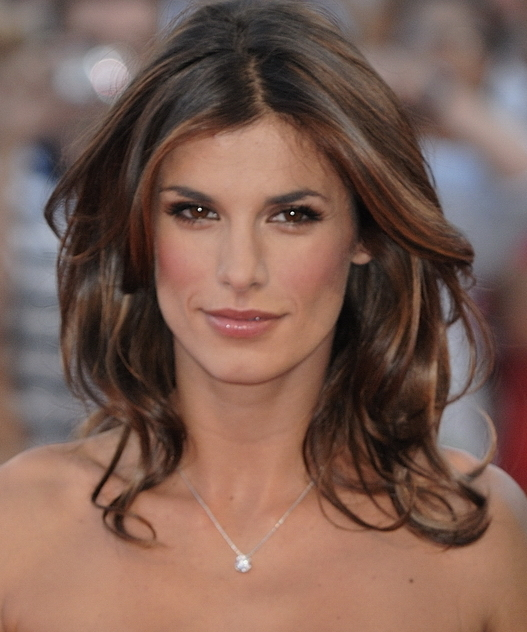
Elisabetta Canalis
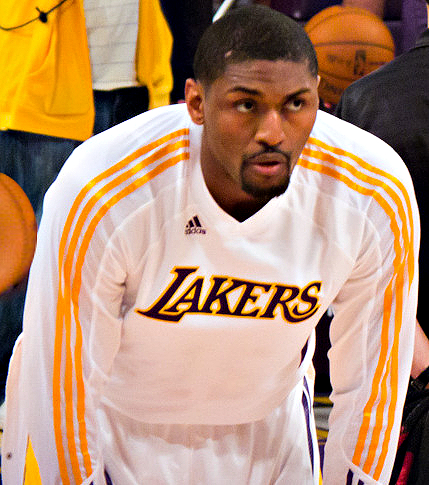
Metta World Peace

## Scores
| J.R. et Karina    | 1  | 22 | 22 | 26 | 26 | 28 | 29 | 25+23=48 | 30+30=60 | 23+27+6=56  | 24+30+28+30=112 |  |  |  |  |  |  |  |  |  |  |  |
| Rob et Cheryl     | 2  | 16 | 21 | 24 | 24 | 25 | 22 | 25+26=51 | 27+24=51 | 28+27+10=65 | 27+30+26+30=113 |  |  |  |  |  |  |  |  |  |  |  |
| Ricki et Derek    | 3  | 20 | 23 | 27 | 29 | 24 | 29 | 27+26=53 | 28+24=52 | 30+29+8=67  | 27+27+30=84     |  |  |  |  |  |  |  |  |  |  |  |
| Hope et Maks      | 4  | 21 | 19 | 24 | 24 | 24 | 20 | 24+26=50 | 27+25=52 | 21+24+4=49  |                 |  |  |  |  |  |  |  |  |  |  |  |
| Nancy et Tristan  | 5  | 16 | 21 | 21 | 21 | 22 | 24 | 21+23=44 | 24+20=44 |             |                 |  |  |  |  |  |  |  |  |  |  |  |
| David et Kym      | 6  | 18 | 18 | 24 | 23 | 25 | 23 | 24+23=47 |          |             |                 |  |  |  |  |  |  |  |  |  |  |  |
| Chaz et Lacey     | 7  | 17 | 17 | 18 | 21 | 21 | 19 |          |          |             |                 |  |  |  |  |  |  |  |  |  |  |  |
| Carson et Anna    | 8  | 17 | 18 | 23 | 20 | 19 |    |          |          |             |                 |  |  |  |  |  |  |  |  |  |  |  |
| Chynna et Tony    | 9  | 22 | 21 | 26 | 21 |    |    |          |          |             |                 |  |  |  |  |  |  |  |  |  |  |  |
| Kristin et Mark   | 10 | 19 | 22 | 24 |    |    |    |          |          |             |                 |  |  |  |  |  |  |  |  |  |  |  |
| Elisabetta et Val | 11 | 15 | 21 |    |    |    |    |          |          |             |                 |  |  |  |  |  |  |  |  |  |  |  |
| Ron et Peta       | 12 | 14 |    |    |    |    |    |          |          |             |                 |  |  |  |  |  |  |  |  |  |  |  |

Un nombre en rouge indique le plus bas score de la semaine.
Un nombre en vert indique le plus haut score de la semaine.
 indique que le couple est éliminé.
 indique que le couple était en danger.
 indique que le couple a été le dernier à être appelé.
 indique le couple gagnant.
 indique le couple second.
 indique le couple troisième.

### Moyenne
| Rang par moyenne | Place | Couple            | Total des points | Nombres de danses | Moyenne |
| ---------------- | ----- | ----------------- | ---------------- | ----------------- | ------- |
| 1                | 3     | Ricki et Derek    | 400              | 15                | 26.7    |
| 2                | 1     | J.R. et Karina    | 423              | 16                | 26.4    |
| 3                | 2     | Rob et Cheryl     | 402              | 16                | 25.1    |
| 4                | 4     | Hope et Maksim    | 279              | 12                | 23.3    |
| 5                | 9     | Chynna et Tony    | 90               | 4                 | 22.5    |
| 6                | 6     | David et Kym      | 178              | 8                 | 22.3    |
| 7                | 10    | Kristin et Mark   | 65               | 3                 | 21.7    |
| 8                | 5     | Nancy et Tristan  | 213              | 10                | 21.3    |
| 9                | 8     | Carson et Anna    | 97               | 5                 | 19.4    |
| 10               | 7     | Chaz et Lacey     | 113              | 6                 | 18.8    |
| 11               | 11    | Elisabetta et Val | 36               | 2                 | 18.0    |
| 12               | 12    | Ron et Peta       | 14               | 1                 | 14.0    |

## Plus haut et plus bas score
| Danse                | Meilleur danseur(s)                                     | Plus haut score | Pire danseur(s)                      | Plus bas score |
| -------------------- | ------------------------------------------------------- | --------------- | ------------------------------------ | -------------- |
| Cha Cha Cha          | Isabelle Florès                                         | 30              | Metta World Peace                    | 14             |
| Valse viennoise      | J.R. Martinez Chynna Phillips                           | 22              | Rob Kardashian                       | 16             |
| Quickstep            | Ricki Lake J.R. Martinez                                | 29              | Chaz Bono                            | 17             |
| Jive                 | J.R. Martinez                                           | 30              | David Arquette                       | 18             |
| Rumba                | Ricki Lake                                              | 27              | Chaz Bono                            | 18             |
| Samba                | Ricki Lake J.R. Martinez Rob Kardashian                 | 30              | Chaz Bono                            | 21             |
| Waltz                | J.R. Martinez                                           | 30              | Nancy Grace                          | 21             |
| Tango                | Ricki Lake Isabelle Florès                              | 30              | Chaz Bono                            | 19             |
| Foxtrot              | Isabelle Florès                                         | 28              | Nancy Grace Ricki Lake Hope Solo     | 24             |
| Paso Doble           | Ricki Lake                                              | 27              | Chaz Bono Nancy Grace Hope Solo      | 21             |
| Argentine Tango      | Ricki Lake                                              | 29              | Hope Solo                            | 24             |
| Freestyle            | Rob Kardashian J.R. Martinez                            | 30              | Ricki Lake                           | 27             |
| Groupe Des Danses    | Rob Kardashian Ricki Lake J.R. Martinez Isabelle Florès | 30              | David Arquette Nancy Grace Hope Solo | 23             |
| Instant Choreography | J.R. Martinez (Jive et Samba) Rob Kardashian (Samba)    | 30              | Nancy Grace (Jive)                   | 20             |
| Cha Cha Cha Relay    | Isabelle Florès                                         | 15              | Hope Solo                            | 4              |

## Meilleur score et pire score par couples
| Couples            | Plus haut score                                      | Plus bas score                |
| ------------------ | ---------------------------------------------------- | ----------------------------- |
| J.R. et Karina     | Waltz, Instant Jive, Freestyle et Instant Samba (30) | Valse viennoise et Jive (22)  |
| Rob et Cheryl      | Freestyle et Instant Samba (30)                      | Valse viennoise (16)          |
| Isabelle et Fabian | Cha-Cha-Cha et Tango (30)                            | Jive (24)                     |
| Ricki et Derek     | Samba et Tango (30)                                  | Valse viennoise (20)          |
| Hope et Maks       | Quickstep (27)                                       | Jive (19)                     |
| Nancy et Tristan   | Foxtrot et Tango (24)                                | Cha-Cha-Cha (16)              |
| David et Kym       | Tango (25)                                           | Valse viennoise et jive (18)  |
| Chaz et Lacey      | Paso Doble et samba (21)                             | Cha-Cha-Cha et quickstep (17) |
| Carson et Anna     | Tango (23)                                           | Cha-cha-cha (17)              |
| Chynna et Tony     | Rumba (26)                                           | Jive et tango (21)            |
| Kristin et Mark    | Samba (24)                                           | Cha-cha-cha (19)              |
| Elisabetta et Val  | Quickstep (21)                                       | Cha-cha-cha (15)              |
| Ron et Peta        | Cha-cha-cha (14)                                     | Cha-cha-cha (14)              |

## Score, danses et musiques par semaine
Les scores en parenthèses sont donnés dans l'ordre par Carrie Ann Inaba, Len Goodman et Bruno Tonioli.

### Semaine 1
Running order
| Couple             | Score         | Danse           | Musique                                               | Resultats |
| ------------------ | ------------- | --------------- | ----------------------------------------------------- | --------- |
| Ron et Peta        | 14 (5,4,5)    | Cha-Cha-Cha     | Krazy — Pitbull feat. Lil Jon                         | Éliminé   |
| Rob et Cheryl      | 16 (6,5,5)    | Valse viennoise | Lake Michigan — Rogue Wave                            | Sauvé     |
| Kristin et Mark    | 19 (7,6,6)    | Cha-cha-cha     | Dynamite —Taio Cruz                                   | Sauvée    |
| Chynna et Tony     | 22 (8,7,7)    | Valse viennoise | If I Ain't Got You — Alicia Keys                      | Sauvée    |
| Nancy et Tristan   | 16 (5,5,6)    | Cha-Cha-Cha     | Cry Baby — Cee Lo Green                               | En Danger |
| David et Kym       | 18 (6,6,6)    | Valse viennoise | Somebody to Love — Queen                              | Sauvé     |
| Elisabetta et Val  | 15 (5,5,5)    | Cha-Cha-Cha     | Last Friday Night (T.G.I.F.) — Katy Perry             | Sauvée    |
| Hope et Maks       | 21 (7,7,7)    | Valse viennoise | Satellite (en) — Dave Matthews Band                   | Sauvée    |
| Carson et Anna     | 17 (6,5,6)    | Cha-Cha-Cha     | Moves Like Jagger — Maroon 5 feat. Christina Aguilera | Sauvée    |
| Isabelle et Fabian | 30 (10,10,10) | Cha-Cha-Cha     | Loca — Shakira                                        | Sauvée    |
| J.R. et Karina     | 22 (8,7,7)    | Valse viennoise | Breakaway — Kelly Clarkson                            | Sauvée    |
| Ricki et Derek     | 20 (7,6,7)    | Valse viennoise | This Year's Love — David Gray                         | Sauvée    |
| Chaz et Lacey      | 17 (6,5,6)    | Cha-Cha-Cha     | Dancing in the Street — Martha & the Vandellas        | Sauvée    |

### Semaine 2
Running order
| Couple             | Score      | Danse     | Musique                                                             | Resultats |
| ------------------ | ---------- | --------- | ------------------------------------------------------------------- | --------- |
| Hope et Maks       | 19 (6,7,6) | Jive      | Girlfriend — Avril Lavigne                                          | Sauvée    |
| Kristin et Mark    | 22 (8,7,7) | Quickstep | Diamonds Are a Girl's Best Friend — Marilyn Monroe                  | Sauvée    |
| Isabelle et Fabian | 25 (8,9,8) | Quickstep | Et alors ! — Shy'm                                                  | Sauvée    |
| David et Kym       | 18 (6,6,6) | Jive      | Runaway Baby — Bruno Mars                                           | En Danger |
| Elisabetta et Val  | 21 (7,7,7) | Quickstep | Don't Get Me Wrong — The Pretenders                                 | Éliminée  |
| Rob et Cheryl      | 21 (7,7,7) | Jive      | Surfin' Safari (en) — The Beach Boys                                | Sauvé     |
| Carson et Anna     | 18 (6,6,6) | Quickstep | Walkin' Back to Happiness (en) — Helen Shapiro                      | Sauvé     |
| Ricki et Derek     | 23 (8,7,8) | Jive      | Hey Ya! — OutKast                                                   | Sauvée    |
| Chaz et Lacey      | 17 (6,5,6) | Quickstep | Love Is All Around — Joan Jett & the Blackhearts                    | Sauvé     |
| Chynna et Tony     | 21 (7,7,7) | Jive      | The Boy Does Nothing — Alesha Dixon                                 | Sauvée    |
| Nancy et Tristan   | 21 (6,8,7) | Quickstep | It Don't Mean a Thing (If It Ain't Got That Swing) — Duke Ellington | Sauvée    |
| J.R. et Karina     | 22 (7,7,8) | Jive      | Jump, Jive, an' Wail (en) — The Brian Setzer Orchestra              | Sauvée    |

### Semaine 3: leurs meilleurs années
Running order
| Couple             | Score       | Danse       | Musique                                          | Resultats |
| ------------------ | ----------- | ----------- | ------------------------------------------------ | --------- |
| Rob et Cheryl      | 24 (8,8,8)  | Foxtrot     | Fly Me to the Moon — Frank Sinatra               | Sauvée    |
| Chynna et Tony     | 26 (8,9,9)  | Rumba       | Hold On (en) — Wilson Phillips                   | Sauvée    |
| Chaz et Lacey      | 18 (6,6,6)  | Rumba       | Laugh at Me (en) — Sonny Bono                    | Sauvée    |
| Kristin et Mark    | 24 (8,8,8)  | Samba       | Crazy in Love — Beyonce ft. Jay-Z                | Éliminée  |
| Carson et Anna     | 23 (8,7,8)  | Tango       | It's My Life — No Doubt                          | Sauvée    |
| Isabelle et Fabian | 28 (9,10,9) | Tango       | Just Dance — Lady Gaga                           | Sauvée    |
| J.R. et Karina     | 26 (9,8,9)  | Rumba       | If You're Reading This (en) — Tim McGraw         | Sauvée    |
| Nancy et Tristan   | 21 (7,7,7)  | Valse       | Moon River — Andy Williams                       | Sauvée    |
| Ricki et Derek     | 27 (9,9,9)  | Rumba       | Gravity (en) — Sara Bareilles                    | Sauvée    |
| Hope et Maks       | 24 (8,8,8)  | Cha-Cha-Cha | Tonight (I'm Lovin' You) (en) — Enrique Iglesias | En danger |
| David et Kym       | 24 (8,8,8)  | Rumba       | O-o-h Child — Five Stairsteps                    | Sauvée    |

### Semaine 4: Semaine Film
Running order
| Couple             | Score        | Danse           | Musique et Film                                                             | Resultats |
| ------------------ | ------------ | --------------- | --------------------------------------------------------------------------- | --------- |
| Chynna et Tony     | 21 (7,7,7)   | Tango           | Thème de Mission: Impossible— de Mission Impossible                         | Éliminée  |
| David et Kym       | 23 (8,7,8)   | Paso Doble      | The Raiders March — de Les Aventuriers de l'arche perdue                    | Sauvé     |
| Carson et Anna     | 20 (7,6,7)   | Valse viennoise | The Black Pearl — de Pirates of the Caribbean: The Curse of the Black Pearl | Sauvé     |
| Nancy et Tristan   | 21 (7,7,7)   | Paso Doble      | Flash's Theme — de Flash Gordon                                             | Sauvée    |
| Hope et Maks       | 24 (8,8,8)   | Foxtrot         | You've Got a Friend in Me — de Toy Story                                    | Sauvée    |
| Rob et Cheryl      | 24 (8,8,8)   | Paso Doble      | "Thème de Superman" — de Superman                                           | En Danger |
| Ricki et Derek     | 29 (10,9,10) | Tango           | Thème de Psycho — de Psychose                                               | Sauvée    |
| Isabelle et Fabian | 29 (10,9,10) | Paso Doble      | Thème de Very Bad Trip 2 — de Very Bad Trip 2                               | Sauvée    |
| Chaz et Lacey      | 21 (7,7,7)   | Paso Doble      | Gonna Fly Now — de Rocky                                                    | Sauvé     |
| J.R. et Karina     | 26 (8,9,9)   | Foxtrot         | La panthère rose (bande originale) — de La Panthère rose                    | Sauvée    |

### Semaine 5: Semaine Années 80
Running order
| Couple             | Score       | Danse   | Musique                                      | Resultats |
| ------------------ | ----------- | ------- | -------------------------------------------- | --------- |
| Hope et Maks       | 24 (8,8,8)  | Tango   | Livin' on a Prayer — Bon Jovi                | En Danger |
| Carson et Anna     | 19 (6,6,7)  | Jive    | Wake Me Up Before You Go-Go — Wham!          | Éliminé   |
| Nancy et Tristan   | 22 (7,7,8)  | Rumba   | True — Spandau Ballet                        | Sauvée    |
| J.R. et Karina     | 28 (9,9,10) | Samba   | Conga (en) — Gloria Estefan                  | Sauvé     |
| Rob et Cheryl      | 25 (9,8,8)  | Rumba   | Hello — Lionel Richie                        | Sauvé     |
| Chaz et Lacey      | 21 (7,7,7)  | Samba   | Get Down on It — Kool & the Gang             | Sauvé     |
| Isabelle et Fabian | 27 (9,9,9)  | Samba   | Angel Baby — John Lennon                     | Sauvée    |
| David et Kym       | 25 (8,9,8)  | Tango   | Tainted Love — Soft Cell                     | Sauvé     |
| Ricki et Derek     | 24 (8,8,8)  | Foxtrot | Easy Lover — Phillip Bailey and Phil Collins | Sauvée    |

### Semaine 6: semaineBroadway
Running order
| Couple | Score        | Danse       | Musique et Broadway Show                                                     | Resultats                                           |
| --- | ------------ | ----------- | ---------------------------------------------------------------------------- | --------------------------------------------------- |
| Rob et Cheryl | 22 (8,7,7)   | Cha-Cha-Cha | Walk Like a Man (chanson des The Four Seasons) (en) — extrait de Jersey Boys | Sauvé                                               |
| Nancy et Tristan | 24 (9,7,8)   | Foxtrot     | Always Look on the Bright Side of Life — extrait de Monty Python's Spamalot  | Sauvée                                              |
| Isabelle et Fabian | 28 (9,9,10)  | Foxtrot     | Rabiosa — extrait de Shakira                                                 | Sauvée                                              |
| David et Kym | 23 (8,7,8)   | Quickstep   | We Go Together — extrait de Grease                                           | Sauvé                                               |
| Ricki et Derek | 29 (10,9,10) | Quickstep   | Luck Be a Lady — extrait de Guys and Dolls                                   | Sauvée                                              |
| Chaz et Lacey | 19 (7,6,6)   | Tango       | The Phantom of the Opera — extrait de The Phantom of the Opera               | Éliminé                                             |
| Hope et Maks | 20 (7,6,7)   | Rumba       | Seasons of Love — extrait de Rent                                            | En Danger                                           |
| J.R. et Karina | 29 (10,9,10) | Quickstep   | Hot Honey Rag — extrait de Chicago                                           | Sauvé                                               |
| Chaz et Lacey David et Kym Hope et Maks J.R. et Karina Nancy et Tristan Ricki et Derek Rob et Cheryl Isabelle et Fabian | Pas de score | Broadway    | Big Spender / Money Money — Sweet Charity / Cabaret                          | Big Spender / Money Money — Sweet Charity / Cabaret |

### Semaine 7: semaine halloween
Running order
| Couple                                                         | Score         | Danse       | Musiques                                              | Resultats                      |
| -------------------------------------------------------------- | ------------- | ----------- | ----------------------------------------------------- | ------------------------------ |
| David et Kym                                                   | 24 (8,8,8)    | Cha-Cha-Cha | Abracadabra — Steve Miller Band                       | Éliminé                        |
| J.R. et Karina                                                 | 25 (9,8,8)    | Tango       | Thème de Ghostbusters — Ray Parker Jr.                | Sauvée                         |
| Nancy et Tristan                                               | 21 (7,7,7)    | Jive        | The Devil Went Down to Georgia — Charlie Daniels Band | En Danger                      |
| Isabelle et Fabian                                             | 24 (8,8,8)    | Jive        | Thriller — Michael Jackson                            | Sauvée                         |
| Rob et Cheryl                                                  | 25 (9,8,8)    | Tango       | Thème de la série The Addams Family — Vic Mizzy       | Sauvé                          |
| Ricki et Derek                                                 | 27 (9,9,9)    | Paso Doble  | Sweet Dreams — Beyoncé                                | Sauvée                         |
| Hope et Maks                                                   | 24 (8,8,8)    | Samba       | Werewolves of London — Warren Zevon                   | Sauvée                         |
| David et Kym Nancy et Tristan Hope et Maks                     | 23 (8,7,8)    | Tango       | Disturbia — Rihanna                                   | Disturbia — Rihanna            |
| Rob et Cheryl Ricki et Derek J.R. et Karina Isabelle et Fabian | 30 (10,10,10) | Paso Doble  | Bring Me to Life — Evanescence                        | Bring Me to Life — Evanescence |

### Semaine 8: semaine danses instantanées
Running order
| Couple             | Score         | Danse        | Musiques                                                  | Resultats |
| ------------------ | ------------- | ------------ | --------------------------------------------------------- | --------- |
| Rob et Cheryl      | 27 (9,9,9)    | Quickstep    | Take on Me — A-ha                                         | En Danger |
| Rob et Cheryl      | 24 (8,8,8)    | Instant Jive | Maneater — Hall & Oates                                   | En Danger |
| Isabelle et Fabian | 26 (9,8,9)    | Quickstep    | Judas — Lady Gaga                                         | Sauvée    |
| Isabelle et Fabian | 26 (8,10,8)   | Instant Jive | Waka Waka — Shakira                                       | Sauvée    |
| Hope et Maks       | 27 (9,9,9)    | Quickstep    | Valerie — Mark Ronson featuring Amy Winehouse             | Sauvée    |
| Hope et Maks       | 25 (8,9,8)    | Instant Jive | The Best Damn Thing — Avril Lavigne                       | Sauvée    |
| Ricki et Derek     | 28 (9,9,10)   | Valse        | (You Make Me Feel Like) A Natural Woman — Aretha Franklin | Sauvée    |
| Ricki et Derek     | 24 (8,8,8)    | Instant Jive | Land of a Thousand Dances — Wilson Pickett                | Sauvée    |
| Nancy et Tristan   | 24 (8,8,8)    | Tango        | I Go to Rio — The Ames Brothers (en)                      | Éliminée  |
| Nancy et Tristan   | 20 (7,6,7)    | Instant Jive | Upside Down (en) — Paloma Faith                           | Éliminée  |
| J.R. et Karina     | 30 (10,10,10) | Valse        | What the World Needs Now Is Love — Burt Bacharach         | Sauvé     |
| J.R. et Karina     | 30 (10,10,10) | Instant Jive | Tutti Frutti — Little Richard                             | Sauvé     |

### Semaine 9
Running order
- Il y a une double élimination.

| Couple                                                                      | Score         | Danse             | Musiques                                                  | Resultats                              |
| --------------------------------------------------------------------------- | ------------- | ----------------- | --------------------------------------------------------- | -------------------------------------- |
| Hope et Maks                                                                | 21 (7,7,7)    | Paso Doble        | Can't Be Tamed — Miley Cyrus                              | Éliminée                               |
| Hope et Maks                                                                | 24 (8,8,8)    | Argentine Tango   | Whatever Lola Wants — Gwen Verdon                         | Éliminée                               |
| J.R. et Karina                                                              | 23 (8,7,8)    | Paso Doble        | Spanish Paso extrait de Le Masque de Zorro — James Horner | Sauvé                                  |
| J.R. et Karina                                                              | 27 (9,9,9)    | Argentine Tango   | Bust Your Windows — Jazmine Sullivan                      | Sauvé                                  |
| Rob et Cheryl                                                               | 28 (10,9,9)   | Samba             | I Go to Rio — Pablo Cruise (en)                           | Sauvé                                  |
| Rob et Cheryl                                                               | 27 (9,9,9)    | Argentine Tango   | Libertango — Bond                                         | Sauvé                                  |
| Isabelle et Fabian                                                          | 29 (10,10,9)  | Samba             | Dónde estás corazón — Shakira                             | Sauvée                                 |
| Isabelle et Fabian                                                          | 27 (9,9,9)    | Argentine Tango   | llovera — Mia Maestro                                     | Sauvée                                 |
| Ricki et Derek                                                              | 30 (10,10,10) | Samba             | Jump in the Line — Harry Belafonte                        | Eliminée                               |
| Ricki et Derek                                                              | 29 (9,10,10)  | Argentine Tango   | Allerdings Otros Aires — Otros Aires                      | Eliminée                               |
| Hope et Maks J.R. et Karina Ricki et Derek Rob et Cheryl Isabelle et Fabian | 4 6 8 10 15   | Cha-Cha-Cha Relay | I Like How It Feels — Enrique Iglesias                    | I Like How It Feels — Enrique Iglesias |

### Semaine 10: la finale
Running order (Soirée 1)
| Couple             | Score         | Danse       | Musique                                     |
| ------------------ | ------------- | ----------- | ------------------------------------------- |
| Isabelle et Fabian | 27 (9,9,9)    | Cha-Cha-Cha | Yeah 3x — Chris Brown                       |
| Isabelle et Fabian | 27 (9,9,9)    | Freestyle   | Can't Touch It — Ricki-Lee Coulter (en)     |
| Rob et Cheryl      | 27 (9,9,9)    | Waltz       | It Is You (I Have Loved) — Dana Glover (en) |
| Rob et Cheryl      | 30 (10,10,10) | Freestyle   | Minnie the Moocher — Cab Calloway           |
| J.R. et Karina     | 24 (8,7,9)    | Cha-Cha-Cha | Let's Get Loud — Jennifer Lopez             |
| J.R. et Karina     | 30 (10,10,10) | Freestyle   | Whine Up — Kat DeLuna                       |

Running order (Soirée 2)
| Couple             | Score         | Danse         | Musique                                                | Resultats       |
| ------------------ | ------------- | ------------- | ------------------------------------------------------ | --------------- |
| Isabelle et Fabian | 30            | Tango         | Theme from Psycho — Bernard Herrmann                   | Troisième Place |
| Rob et Cheryl      | 26            | Foxtrot       | Fly Me to the Moon — Frank Sinatra                     | Sauvé           |
| J.R. et Karina     | 28            | Jive          | Jump, Jive, an' Wail (en) — The Brian Setzer Orchestra | Sauvé           |
| J.R. et Karina     | 30 (10,10,10) | Instant Samba | Shake Your Bon-Bon — Ricky Martin                      | Gagnant         |
| Rob et Cheryl      | 30 (10,10,10) | Instant Samba | Shake Your Bon-Bon — Ricky Martin                      | Second          |

## Tableau des danses
| Couple             | Sm 1            | Sm 2      | Sm 3        | Sm 4            | Sm 5    | Sm 6        | Sm 6     | Sm 7        | Sm 7       | Sm 8      | Sm 8 | Sm 9       | Sm 9            | Sm 9        | Sm 10       | Sm 10     | Sm 10   | Sm 10       |
| ------------------ | --------------- | --------- | ----------- | --------------- | ------- | ----------- | -------- | ----------- | ---------- | --------- | ---- | ---------- | --------------- | ----------- | ----------- | --------- | ------- | ----------- |
| J.R. et Karina     | Valse viennoise | Jive      | Rumba       | Foxtrot         | Samba   | Quickstep   | Broadway | Tango       | Tango      | Valse     | Jive | Paso Doble | Argentine Tango | Cha-Cha-Cha | Cha-cha-cha | Freestyle | Jive    | Samba       |
| Rob et Cheryl      | Valse viennoise | Jive      | Foxtrot     | Paso Doble      | Rumba   | Cha-Cha-Cha | Broadway | Tango       | Paso Doble | Quickstep | Jive | Samba      | Argentine Tango | Cha-cha-cha | Valse       | Freestyle | Foxtrot | Samba       |
| Isabelle et Fabian | Valse viennoise | Jive      | Rumba       | Tango           | Foxtrot | Quickstep   | Broadway | Paso Doble  | Paso Doble | Valse     | Jive | Samba      | Tango argentin  | Cha-cha-cha | Cha-cha-cha | Freestyle | Tango   | Samba       |
| Ricki et Derek     | Valse viennoise | Jive      | Rumba       | Tango           | Foxtrot | Quickstep   | Broadway | Paso Doble  | Paso Doble | Valse     | Jive | Samba      | Tango argentin  | Cha-cha-cha |             |           |         | Quickstep   |
| Hope et Maks       | Valse viennoise | Jive      | Cha-Cha-Cha | Foxtrot         | Tango   | Rumba       | Broadway | Samba       | Paso Doble | Quickstep | Jive | Paso Doble | Argentine Tango | Cha-Cha-Cha |             |           |         | Quickstep   |
| Nancy et Tristan   | Cha-Cha-Cha     | Quickstep | Valse       | Paso Doble      | Rumba   | Foxtrot     | Broadway | Jive        | Tango      | Tango     | Jive |            |                 |             |             |           |         | Foxtrot     |
| David et Kym       | Valse viennoise | Jive      | Rumba       | Paso Doble      | Tango   | Quickstep   | Broadway | Cha-Cha-Cha | Tango      |           |      |            |                 |             |             |           |         | Quickstep   |
| Chaz et Lacey      | Cha-Cha-Cha     | Quickstep | Rumba       | Paso Doble      | Samba   | Tango       | Broadway |             |            |           |      |            |                 |             |             |           |         | Freestyle   |
| Carson et Anna     | Cha-Cha-Cha     | Quickstep | Tango       | Valse viennoise | Jive    |             |          |             |            |           |      |            |                 |             |             |           |         | Cha-Cha-Cha |
| Chynna et Tony     | Valse viennoise | Jive      | Rumba       | Tango           |         |             |          |             |            |           |      |            |                 |             |             |           |         | Tango       |
| Kristin et Mark    | Cha-Cha-Cha     | Quickstep | Samba       |                 |         |             |          |             |            |           |      |            |                 |             |             |           |         | Jive        |
| Elisabetta et Val  | Cha-Cha-Cha     | Quickstep |             |                 |         |             |          |             |            |           |      |            |                 |             |             |           |         | Cha-Cha-Cha |
| Ron et Peta        | Cha-cha-cha     |           |             |                 |         |             |          |             |            |           |      |            |                 |             |             |           |         | Cha-cha-cha |

 Plus haut score
 Plus bas score
 Dansés mais pas noté

### Calendrier des danses
Les candidats et leur partenaires professionnels choisissent une des danses proposées chaque semaine :
- semaine 1 : cha-cha-cha ou valse viennoise
- semaine 2 : jive ou quickstep
- semaine 3 : rumba ou une danse non apprise (histoire personnelle/la meilleure année)
- semaine 4 : paso doble ou une danse non apprise (semaine film)
- semaine 5 : une danse non apprise (semaine années 80)
- semaine 6 : une danse non apprise et danse en groupe (semaine Broadway)
- semaine 7 : une danse non apprise et danse en équipe (semaine Halloween)
- semaine 8 : une danse non apprise et instant jive (semaine chorégraphie instantanée)
- semaine 9 : une danse non apprise, tango argentin et Relay Cha cha cha (triple danses)
- semaine 10 (soirée 1) : dernière danse non apprise et freestyle
- semaine 10 (soirée 2) : danse favorite de la saison et instant samba